# فيراك
فيراك (بالفرنسية: Veyrac)‏ هي بلدية في مقاطعة فيين العليا في منطقة أقطانية الجديدة غرب وسط فرنسا.